# Rio Irtixe
Irtixe (em russo:  Иртыш, transl. Irtysh; em cazaque:  Ертіс, latiniz.: Ertis; em tártaro: İrteş / Иртеш) é um rio da Ásia Central, o maior afluente do rio Ob. O seu nome significa Rio Branco. Na verdade o Irtixe é mais longo que o rio Ob, se considerada apenas a distância da nascente até a confluência. O principal afluente do Irtixe é o rio Tobol. Os rios Ob e Irtixe formam uma das maiores bacias hidrográficas da Ásia, que conta com grande parte da Sibéria Ocidental e dos Montes Altai.
Quase todo o rio é navegável entre abril e outubro, quando a superfície não se encontra congelada e barcos de passageiros e de carga navegam pelo rio. A cidade de Omsk possui o maior porto fluvial da Sibéria Ocidental. Importantes centrais hidroelétricas em Öskemen (1952) e em Bakhtarminsk (1959), perto da fronteira entre o Cazaquistão e a China, usam as águas do Irtixe. 
O rio alimenta o canal Irtixe-Caraganda que irriga as áridas estepes do Cazaquistão.

## Ver também

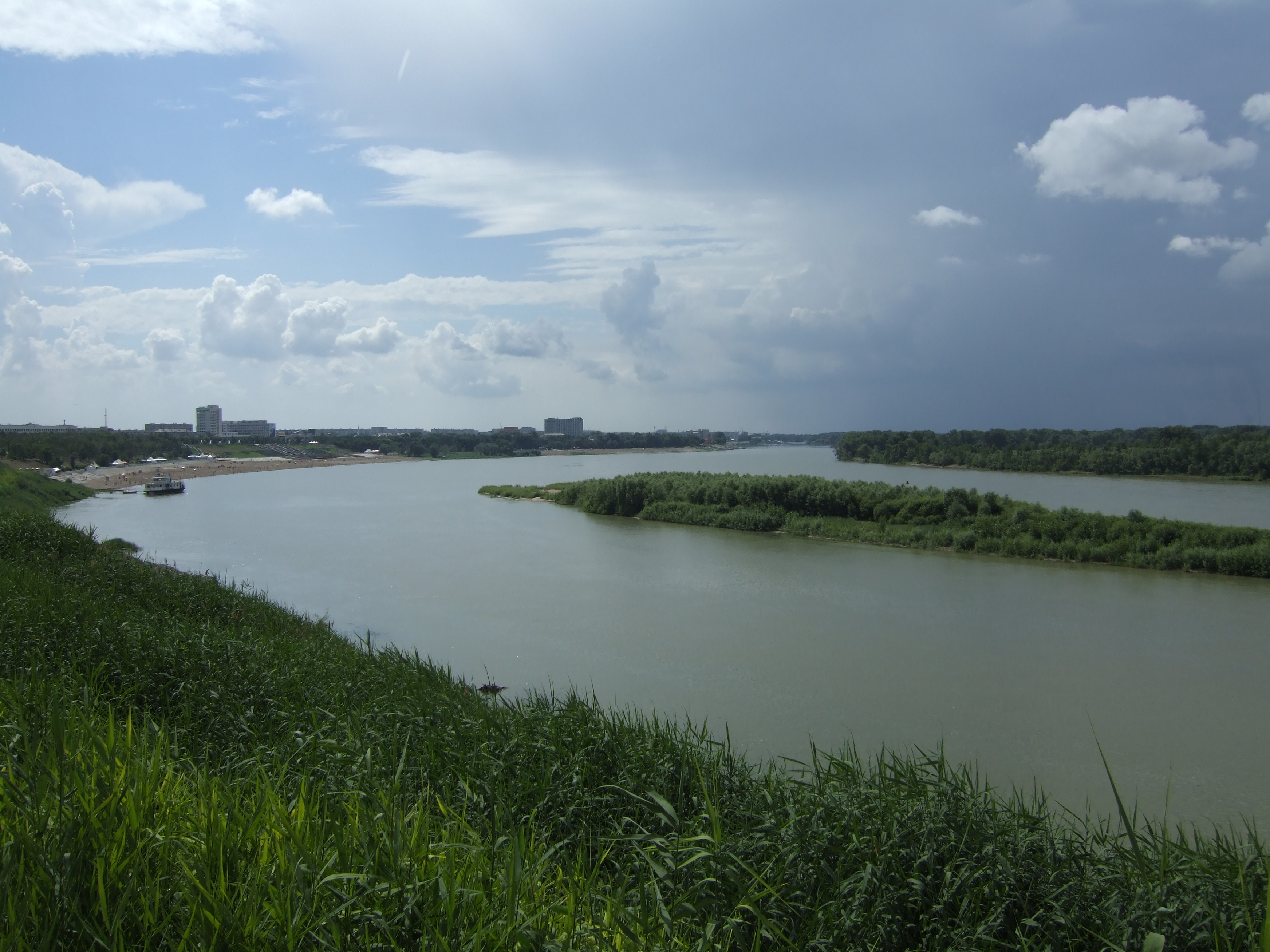
O rio perto de Pavlodar (Cazaquistão)